# Alpha (Washington)
Alpha es un área no incorporada ubicada en el condado de Lewis en el estado estadounidense de Washington.

## Geografía
Alpha se encuentra ubicado en las coordenadas 47°0′8″N 123°0′30″O / 47.00222, -123.00833.